# Baptiste Guillaume
Baptiste Guillaume (* 16. Juni 1995 in Brüssel) ist ein belgischer Fußballspieler. Seit 2024 steht der Angreifer beim niederländischen Erstligisten Almere City FC unter Vertrag.

## Karriere

### Verein
Guillaume war vier Jahre alt, als er 1999 in den Fußballverein RAEC Mons eintrat. Diesem blieb er langjährig treu und durchlief diverse Juniorenmannschaften, bis ihm 2009 die Aufnahme in die Jugendabteilung des französischen Profiklubs RC Lens gelang; dies bedeutete somit den Wechsel ins Ausland, wenngleich sich Lens in Grenznähe zu seinem Heimatland befindet und Guillaume ohnehin im französischsprachigen Teil Belgiens aufwuchs. Er durchlief beim Racing Club die verschiedenen Altersstufen und gehörte während der Spielzeit 2011/12 der von Éric Sikora trainierten B-Jugend an. Er erlebte ein starkes Jahr, das auf Platz eins der Liga endete. Auch die anschließende Teilnahme an der Endrunde um die nationale Meisterschaft war erfolgreich und so konnte Guillaume kurz darauf die Trophäe des französischen U-17-Meisters in den Händen halten.
Im Sommer 2012 rückte er ins A-Juniorenteam auf und erlebte seine letzte Phase im Jugendbereich, bis er im März 2013 in die mittlerweile von seinem einstigen Jugendcoach Sikora trainierte Zweitligaelf eingeladen wurde. Der erst 17-Jährige wurde bei einer 0:1-Auswärtsniederlage gegen Clermont Foot am 29. März in der 81. Minute eingewechselt und debütierte damit im Profibereich. In der nachfolgenden Zeit erhielt er einige Male weitere Einsatzzeit, wobei er jeweils als Joker kurz vor Spielende das Feld betrat. Dies änderte sich zu Beginn der Spielzeit 2013/14, als mit Antoine Kombouaré ein neuer Coach kam, der nicht mehr auf ihn setzte. So musste er sich mit einer Zugehörigkeit zur zweiten Mannschaft begnügen und hatte keinen direkten Anteil daran, dass Lens 2014 der Aufstieg in die höchste französische Spielklasse gelang. Mit dem Sprung in die erste Liga spielte er wieder eine Rolle und gleich in der ersten Runde am 9. August 2014 bei einer 0:1-Niederlage gegen den FC Nantes eingewechselt. Im Oktober desselben Jahres gab er gegen den FC Toulouse sein Startelfdebüt und lediglich eine Woche darauf schoss er gegen den damaligen Tabellenführer Olympique Marseille sein erstes Erstligator. In der nachfolgenden Zeit wurde er regelmäßig aufgeboten, wobei er häufig eingewechselt wurde, kam im Saisonverlauf allerdings nicht über zwei Treffer hinaus und musste 2015 überdies den Abstieg in die Zweitklassigkeit hinnehmen.
Trotz des Abstiegs gelang ihm zu Beginn der Spielzeit 2015/16 der Verbleib in der höchsten Liga Frankreichs, indem er sich dem regionalen Rivalen OSC Lille anschloss. Die fällige Ablösesumme wurde auf vier Millionen Euro geschätzt. Bei Lille kam er in seiner ersten Saison nicht über die Rolle eines Ergänzungsspielers hinaus. Im zweiten Vertragsjahr wurde er an Racing Straßburg ausgeliehen. Im Anschluss kehrte er nicht nach Lille zurück, sondern wechselte zum SCO Angers. Die Saison 2018/19 verbrachte der Belgier auf Leihbasis bei Olympique Nîmes. In der darauffolgenden Spielzeit wurde er erneut verliehen – dieses Mal zum FC Valenciennes. Nach Ablauf der Leihe verpflichtete der Verein ihn fest. Im Juli 2022 wechselte er weiter zum Ligarivalen  EA Guingamp und absolvierte dort in den folgenden zwei Jahren 70 Zweitligaspiele, in denen er 15 Treffer erzielen konnte.
Im Sommer 2024 unterschrieb Guillaume dann einen Vertrag beim niederländischen Erstligisten Almere City FC.

### Nationalmannschaft
Am 16. April 2014 stand Guillaume bei einer 2:5-Niederlage gegen Deutschland zum ersten Mal für die belgische U-19-Auswahl auf dem Platz und erzielte im Verlauf der Begegnung ein Tor. Anschließend wurde er bei zwei Qualifikationsspielen zur U-19-Europameisterschaft 2014 aufgeboten, doch das Ticket für die Endrunde verpasste sein Land letztlich. Ab Oktober 2015 kam er auch erstmals für die U-21-Mannschaft Belgiens zum Einsatz und absolvierte dort insgesamt vier Partien.